# يوجين سوين
يوجين سوين (بالإنجليزية: Eugene Swen)‏ هو لاعب كرة قدم ليبيري في مركز الدفاع، ولد في 18 نوفمبر 1999 في ليبيريا. لعب مع FC Energetik-BGU Minsk ‏.

## وصلات خارجية
- يوجين سوين على موقع قاعدة بيانات كرة القدم.إي يو (الإنجليزية)
- يوجين سوين على موقع ناشيونال فوتبول تيمز (الإنجليزية)
- يوجين سوين على موقع Soccerway.com (الإنجليزية)